# Carlos Romero (homme politique)
Pour les articles homonymes, voir Carlos Romero.
José Carlos Romero Herrera, né le 12 décembre 1940 à Fuentesaúco,, est un homme politique espagnol, membre du Parti socialiste ouvrier espagnol (PSOE), ancien ministre de l'Agriculture entre 1982 et 1991.

## Biographie

### Parcours universitaire
Après avoir passé avec succès sa licence de sciences politiques et économiques à l'université de Madrid, il obtient un doctorat de sociologie à l'école des hautes études européennes de Paris et un doctorat d'histoire économique à l'université de La Sorbonne. Au cours de ses années dans l'enseignement supérieur, il a fait partie des leaders étudiants en lutte contre le syndicat espagnol universitaire (SEU), seule organisation étudiante alors autorisée par le franquisme.

### Parcours professionnel
À la suite de son cursus en France, il revient en Espagne et intègre, en 1970, le ministère de l'Agriculture, où il travaille sur la thématique du développement rural. Sept ans plus tard, il est recruté par le ministère de l'Économie et se voit affecté à la sous-direction générale de la Production et de l'Emploi, puis à la sous-direction générale des Politiques de l'emploi.

### Parcours politique
Le 3 décembre 1982, Carlos Romero est nommé ministre de l'Agriculture, de la Pêche et de l'Alimentation dans le premier gouvernement du socialiste Felipe González. Élu député de la province de Zamora aux élections générales de 1986, il est ensuite reconduit dans ses fonctions, de même qu'après le scrutin de 1989, au cours duquel il est réélu au Congrès des députés.
Il quitte le gouvernement lors du remaniement du 13 mars 1991, après avoir passé huit ans et trois mois à la tête du ministère de l'Agriculture, établissant le record de longévité. Il devient alors membre de la commission parlementaire de l'Économie et des Finances, et de la commission mixte pour les Affaires européennes.
Il ne se représente pas à la fin de son mandat parlementaire, en 1993, et quitte alors la vie politique.